# Chantelle Newbery
Chantelle Newbery (n. 6 mai 1977, Melbourne, Victoria, Australia) este o săritoare în apă ce a reprezentat Australia, medaliată olimpică. A participat la 3 ediții ale Jocurilor Olimpice (2000, 2004, 2008) în care a câștigat o medalie de aur și o medalie de bronz.